# Aa maderoi
Aa maderoi är en orkidéart som beskrevs av Rudolf Schlechter. Aa maderoi ingår i släktet Aa och familjen orkidéer. Inga underarter finns listade i Catalogue of Life.